# Islam en Namibie
En Namibie, l'islam est une très faible minorité dans un pays majoritairement chrétien avec aussi une présence des religions traditionnelles. Le clergé musulman estime les adeptes à 3000 ou 5000 dans le pays. La Namibie compte douze mosquées. La plus importante, Soweto Islamic Centre, a été construite en 1986 à Katutura, un quartier de Windhoek. Les musulmans de Namibie sont soutenus par l'Arabie saoudite et l'Afrique du Sud.